# Charles Péguy
Charles Pierre Péguy, también conocido por sus seudónimos Pierre Deloire y Pierre Baudouin (Orleans, Loiret; 7 de enero de 1873-Villeroy, Sena y Marne; 5 de septiembre de 1914), fue un filósofo, poeta y ensayista francés, considerado uno de los principales escritores católicos modernos.

## Biografía
De origen modesto, perdió a su padre pocos meses después de su nacimiento; su madre se ganaba la vida arreglando sillas de paja. Acudió a la escuela en su Orleans natal, donde el director se fijó en sus posibilidades y le consiguió una beca para seguir sus estudios de secundaria, primero en la misma Orleans y después en París.
En 1894, llegó a París para continuar sus estudios. Recibió las enseñanzas de Romain Rolland y de Henri Bergson, que lo marcaron notablemente. Sus convicciones socialistas, que ya traía de las reuniones de obreros impresores, se afianzaron en esta época. Junto con otros amigos, fundó la librería Bellais, cerca de La Sorbona. En el año 1900, después de la casi quiebra del local, dejó a sus asociados Lucien Herr y Léon Blum y fundó Les Cahiers de la quinzaine, en el N.º 8 de la calle de la Sorbona, revista destinada a publicar sus propias obras y a descubrir nuevos escritores. Romain Rolland, Julien Benda y André Suarès lo apoyaron.
Desde 1906, inició un proceso de conversión al catolicismo, acompañado por Jacques Maritain, el hijo de su mejor amiga. A partir de entonces combinó su obra en prosa, a menudo política y polémica, con obras místicas y líricas. Todo esto, unido a su intransigencia y carácter apasionado, hizo que fuera visto como sospechoso por la Iglesia y por los socialistas. Su esposa, partidaria de las ideas libertarias de la comuna de París, se negó a casarse por la Iglesia y a bautizar a sus hijos, y por ello Péguy decía de sí mismo que era un "cristiano sin Iglesia".
Como teniente en la reserva, fue movilizado durante la I Guerra Mundial y murió en combate al comienzo de la batalla del Marne, el 5 de septiembre de 1914 en Villeroy, cerca de Meaux. Unos años después de la muerte de Péguy, su esposa y sus hijos se bautizaron.

## Obras
- De Jean Coste  (1902)
- Notre Patrie (1905)
- Situations (1907–1908)
- Clio, dialogue de l'histoire et de l'âme païenne (póstuma)
- Notre Jeunesse (1910)
- Le Mystère de la charité de Jeanne d'Arc (1910)
- Victor-Marie, Comte Hugo (1911)
- L'Argent (1913)
- Le Porche du Mystère de la deuxième vertu (1912)
- Le Mystère des Saints Innocents (1912)
- La Tapisserie de Sainte Geneviève et de Jeanne d'Arc (1913)
- La Tapisserie de Notre-Dame (1913)
- Ève (1913)
- Note conjointe sur M. Bergson et la philosophie bergsonienne (1914)
- Note conjointe sur M. Descartes et la philosophie cartésienne (escrita en 1914), póstuma.

## Ediciones en español
Obras de Charles Péguy:
- Péguy, Charles (2022). Un nuevo teólogo: el Sr. Fernand Laudet. Nuevo Inicio. ISBN 978-84-124703-8-3.
- Péguy, Charles (2020). Asalto a Dios. Nuevo Inicio. ISBN 978-84-120864-5-4.
- Péguy, Charles (2019). Elogio de la noche y el sueño. Nuevo Inicio. ISBN 978-84-949120-8-5.
- Péguy, Charles (2019). El misterio de la vocación de Juana de Arco. Nuevo Inicio. ISBN 978-84-120514-0-7.
- Péguy, Charles (2018). Nuestra juventud. Nuevo Inicio. ISBN 978-84-947339-3-2.
- Péguy, Charles (2018). Sobre la razón. Nuevo Inicio. ISBN 978-84-947339-2-5.

- Péguy, Charles (2014). El frente está en todas partes. Nuevo Inicio. ISBN 978-84-942195-2-8.
- Péguy, Charles (2014). "De la razón" en Revista de filosofía Open Insight V(8), pp.143-163. ISSN 2007-2406.
- Péguy, Charles (2009). Clio, diálogo entre la historia y el alma pagana. Editorial Cactus. ISBN 978-987-24075-6-8.

- Péguy, Charles (2008). Verónica, diálogo de la historia y el alma carnal. Nuevo Inicio. ISBN 978-84-936102-0-3.

- Péguy, Charles (2008). Los tres Misterios. Encuentro. ISBN 978-84-7490-720-9.

- Péguy, Charles (2007). Marcel, primer diálogo de la ciudad armoniosa. Nuevo Inicio. ISBN 978-84-934760-1-4.

- Péguy, Charles (2004). Eva. Encuentro. ISBN 978-84-7490-720-9.

- Péguy, Charles (2002). Palabras cristianas. Ediciones Sígueme. ISBN 978-84-301-1454-2.

- Péguy, Charles (1993). El misterio de los santos inocentes. Encuentro. ISBN 978-84-7490-304-1.

- Péguy, Charles (1991). El pórtico del misterio de la segunda virtud. Encuentro. ISBN 978-84-7490-259-4.

- Péguy, Charles (1981). Palabras cristianas. Ediciones Sígueme. ISBN 978-84-301-0869-5.

- Péguy, Charles (1979). El misterio de la caridad de Juana de Arco. Encuentro Ediciones. ISBN 978-84-7490-009-5.

- Péguy, Charles (1973). El dinero. Narcea, S.A. de Ediciones. ISBN 978-84-277-0174-8.

Obras sobre Charles Péguy:
- Vila, Juan Carlos (2004). Charles Péguy. Editorial Mounier. ISBN 978-84-95334-75-5.

- Mounier, Emmanuel (1992). Obras Completas. Tomo I. El pensamiento de Charles Péguy. Pág 23-158. Editorial Sígueme. ISBN 84-301-1190-5.

- Bastaire, Jean (1979). Charles Péguy el insurrecto. Ediciones Encuentro. ISBN 84-7490-015-8.